# Lucien, le retour
Lucien, le retour est un album de bande dessinée humoristique écrit et dessiné par Frank Margerin, paru en 1993.